# 倉骨彰
倉骨 彰（くらほね あきら、1947年 - ）は、日本の翻訳家、著作家、ソフトウェア技術者。

## 経歴
1983年、テキサス大学オースティン校大学院言語学研究科博士課程修了。数理言語学博士。自動翻訳システムの研究開発を専門とする。

## 著書
- 『電子メール創造的仕事術』（岡敦共著、草思社） 1996.9
- 『実践的UML入門 IIOSSで始める新世紀プログラミング』（山田正樹, 鈴木重徳監修、具志堅隆児, 垣花一成共著、アスキー） 2002.3
- 『説得できる英文Eメール200の鉄則』（Travis T.Kurahone 共著、日経BP社） 2003.11
- 『ビジネス英文メールの鉄則 10分間で超速スキルup!』（トラビス・T・クラホネ共著、日経BP社） 2006.11
- 『英文Eメール文例ハンドブック : ビジネスですぐ使える!』（トラビス・T・クラホネ共著、ポール・D・キング 英文チェック、日本経済新聞出版社） 2008.5
- 『そのまま使える! ビジネスメール英文集 基礎&応用表現を一発検索』（トラビス・T・クラホネ共著、PHPビジネス新書） 2010.5
- 『怪我と病気の英語力 病院・医院で役に立つ文例2800』（Travis T.Kurahone, Courtney A.Kurahone共著、横田淳, 谷憲三朗, 岡本愛光, 加藤元彦, 瀬戸浩行監修、日本経済新聞出版社） 2010.12

## 翻訳
- 『NFS & NIS : help for UNIX system administrators』（Hal Stern、アスキー、Nutshell handbooks） 1993.5
- 『C言語入門』改訂第3版（Les Hancock ほか、三浦明美共訳、アスキー） 1993.7
- 『マーフィーの法則 現代アメリカの知性』（アーサー・ブロック、アスキー） 1993.8
- 『MH & xmh : E-mail for users & programmers UNIX communications』（Jerry Peek、アスキー） 1994.11
- 『ナンシーの法則』（ナンシー・グレイ、徳間書店） 1994.2
- 『マックの法則 Macにはまった馬鹿なやつら』（オースチン・C・トラビス、ビー・エヌ・エヌ） 1994.6
- 『Macintoshユーザーのためのザ・インターネットマニュアル決定版』（チャールズ・セイター、マックワールド・コミュニケーションズ・ジャパン、Macworld books） 1995.2
- 『有名人の電子メール住所録』（セス・ゴディン草思社） 1996.4
- 『インターネットはからっぽの洞窟』（クリフォード・ストール、草思社） 1997.1
- 『これなら納得、いろはにパソコン』（チャールズ・ルービン、草思社） 1997.10
- 『ハイテク過食症 インターネット・エイジの奇妙な生態』（デイヴィッド・シェンク、早川書房） 1998.7.
- 『マイクロソフト帝国裁かれる闇』（ウェンディ・ゴールドマン・ローム、草思社） 1998.12
- 『オープンソースソフトウェア 彼らはいかにしてビジネススタンダードになったのか』（クリス・ディボナ, サム・オックマン, マーク・ストーン編著、オライリー・ジャパン） 1999.7
- 『OS戦線異変あり オープンソースのLINUX大作戦』（ロバート・ヤング, ウェンディ・ゴールドマン・ローム、日経BP） 2000.1
- 『この方法で生きのびろ!』（ジョシュア・ペイビン, デビッド・ボーゲニクト、草思社） 2000.8
- 『思考する機械コンピュータ』（ダニエル・ヒリス、草思社、サイエンス・マスターズ） 2000.10
- 『銃・病原菌・鉄 一万三〇〇〇年にわたる人類史の謎』（ジャレド・ダイアモンド、草思社） 2000.10、のち文庫
- 『ドジでまぬけな犯罪者たち』（ダニエル・バトラー, アラン・レイ, リーランド・グレゴリー、草思社） 2000.5
- 『これまでのビジネスのやり方は終わりだ あなたの会社を絶滅恐竜にしない95の法則』（リック・レバインほか、日本経済新聞社） 2001.3
- 『コンピュータが子供たちをダメにする』（クリフォード・ストール、草思社） 2001.11
- 『職業としてのソフトウェアアーキテクト』（マーク・スウェル, ローラ・スウェル、ピアソン・エデュケーション） 2002.8
- 『JXTAのすべて P2P Javaプログラミング』（Brendon J.Wilson、佐野元之共訳、データ通信システム技術推進部監修、日経BP社） 2003.3
- 『すっぱだか』（デビッド・セダリス、草思社） 2003.2
- 『Kindle解体新書 驚異の携帯端末活用法のすべて』（スティーブン・ウィンドウォーカー、日経BP社出版局監修、日経BP社） 2010.5
- 『昨日までの世界 - 文明の源流と人類の未来』（ジャレド・ダイアモンド、日本経済新聞出版社） 2013.2

### 「この方法で生きのびろ!」シリーズ
- 『この方法で生きのびろ! 旅先サバイバル篇』（ジョシュア・ペイビン, デビッド・ボーゲニクト、草思社） 2001.7
- 『この方法で生きのびろ! 恋愛サバイバル篇』（ジョシュア・ペイビン, デビッド・ボーゲニクト, ジェニファー・ワーリック、草思社） 2002.3
- 『この方法で生きのびろ! ゴルフ場サバイバル篇』（ジョシュア・ペイビン, デビッド・ボーゲニクト,ジェームズ・グレース、草思社） 2003.5
- 『この方法で生きのびろ! 職場サバイバル篇』（ジョシュア・ペイビン, デビッド・ボーゲニクト、草思社） 2004.3
- 『この方法で切り抜けろ! アクションヒーローの華麗なテクニック』（デビッド&ジョー・ボーゲニクト、イースト・プレス） 2004.4
- 『この方法で生きのびろ! 究極サバイバル篇』（ジョシュア・ペイビン, デビッド・ボーゲニクト、草思社） 2006.8